# 境橋 (新潟県・富山県)
境橋（さかいばし）は、新潟県糸魚川市と富山県下新川郡朝日町を結ぶ境川に掛かる国道8号・新潟県道・富山県道115号上路市振停車場線の桁橋。

## 概要
- 左岸：富山県下新川郡朝日町境
- 右岸：新潟県糸魚川市市振
- 路線名：一般国道8号
- 形式：RC単純T桁橋（10連）[1]
- 橋長：109.0 m[1]
- 幅員：7.5 m[2]

## 歴史
1878年（明治11年）7月、明治天皇の北陸巡幸を機に石川県、新潟県が共同で長さ40間、幅員15尺の木橋である「境川橋」を架設したのが始まりである。それ以前は沿村の川越人が仮橋を架けたり、徒捗を助けていたが、降雨の度に増水し、交通の難所となっていた。
最初の架橋以後、部分的流出や復旧を繰り返したのち、1899年（明治32年）、長さ60間1尺、幅員18尺という現在に近いものになった。1905年（明治38年）には、橋の管理が新潟、富山両県が5年ずつ交替で行うことが定められた。
かつて切り通しには同橋と同じ幅員の長さ約30mの小橋が架けられていた。小橋は、1930年頃に埋め立てられ、幅員約3mの永久橋となった。
現在の橋は1952年（昭和27年）8月24日竣工の橋であるが、塩害による損傷のため、2012年（平成24年）度に本橋など5橋の架け替え事業である糸魚川地区橋梁架替IIが事業化されている。